# Juan Samuel
Juan Milton Samuel (né le 9 décembre 1960 à San Pedro de Macorís, République dominicaine) est un joueur de deuxième but ayant évolué dans les Ligues majeures de baseball de 1983 à 1996. Il est présentement l'instructeur au premier but des Phillies de Philadelphie.
Comme joueur, il a été choisi trois fois pour le match des étoiles et remporté un Bâton d'argent.
Il a aussi été brièvement manager des Orioles de Baltimore en 2010.

## Carrière de joueur

### 1983-1989
Juan Samuel signe un contrat comme agent libre avec les Phillies de Philadelphie en 1980. Il passe en Ligue majeure en 1983, disputant son premier match le 24 août contre les Giants de San Francisco, partie durant laquelle il frappe le premier de ses 1 578 coups sûrs en carrière. Il joue 18 matchs en fin de saison et obtient son premier coup de circuit le 4 septembre contre Andy McGaffigan des Giants. Il fait partie du club comme réserviste lors des séries éliminatoires de 1983, apparaissant dans quatre parties mais n'obtenant qu'une seule présence au bâton (il sera retiré) dans la Série mondiale, perdue par les Phillies face à Baltimore.
À sa saison recrue en 1984, il frappe dans une moyenne au bâton de ,272 avec 191 coups sûrs (ce qui restera son total le plus élevé en carrière) et 65 points produits. Il mène toutes les majeures pour le nombre de triples (19, à égalité avec Ryne Sandberg des Cubs de Chicago) et le nombre d'apparitions au bâton (701). Ce dernier chiffre est un record de la Ligue nationale (battu par Jimmy Rollins en 2007) et un record (tenant toujours en date de 2010) pour un frappeur droitier.
Il termine au deuxième rang des majeures pour les buts volés avec 72, soit trois de moins que le meneur, Tim Raines des Expos de Montréal. Mais ce total de buts volés constitue un nouveau record pour une recrue. La marque sera toutefois éclipsée dès 1985 par Vince Coleman, des Cards de Saint-Louis.
En revanche, Samuel mène aussi les majeures pour les retraits sur des prises en 1984, étant retiré 168 fois au bâton par les lanceurs adverses. Il s'agit alors d'un record de la Ligue nationale pour un frappeur recrue, marque dépassée par Kris Bryant en 2015. Samuel termine deuxième derrière le lanceur Dwight Gooden, des Mets de New York, au scrutin de la recrue de l'année dans la Ligue nationale de baseball en 1984.
En 1985, il est le frappeur comptant le plus de présences au bâton dans la Ligue nationale (663), mais aussi celui le plus souvent retiré sur des prises (141). Il atteint de nouveaux sommets personnels de 19 coups de circuit et 74 points produits, en plus de voler 53 buts.
En 1987, Juan Samuel présente des sommets en carrière de 28 circuits, 100 points produits et 60 buts-sur-balles. Il mène les majeures pour les présences officielles au bâton (655) et les triples (15). En revanche, il est le meneur de la Nationale pour la quatrième année de suite au chapitre des retraits sur des prises (162). Ces quatre « championnats » consécutifs des retraits sur des prises sont un record des majeures, partagé avec Hack Wilson (1927 à 1930) et Vince DiMaggio (1942 à 1945).
Toujours en 1987, Samuel devient le premier joueur de l'histoire de la MLB à frapper au moins 10 doubles, triples et circuits et totaliser au moins 10 vols de buts à chacune de ses quatre premières saisons. Il ne lui manquait qu'un triple en 1988 pour réaliser l'exploit une cinquième année de suite.
Samuel représente les Phillies en 1984 et 1987 au match des étoiles. En 1987, il remporte le Bâton d'argent pour ses succès offensifs. Il brille cependant beaucoup moins en défensive : il mène tous les joueurs de deuxième but des majeures pour le nombre d'erreurs commises en 1984, 1986 et 1987.
Son passage remarqué à Philadelphie se termine le 18 juin 1989, alors qu'il fait partie d'une importante transaction entre les Phillies et les Mets de New York. Il est transféré aux Mets en retour de Lenny Dykstra et Roger McDowell.

### 1989-1996
Samuel termine une saison sans éclat avec les Mets en 1989, frappant pour à peine ,228 avec sa nouvelle équipe. Il est échangé aux Dodgers de Los Angeles durant la saison morte, en retour des lanceurs Mike Marshall et Alejandro Pena.
Il évolue deux saisons et demie à Los Angeles, recevant en 1991 une troisième et dernière invitation à la partie d'étoiles. Il produit plus de 50 points à ses deux premières années sous les couleurs des Dodgers.
Libéré par Los Angeles en cours de saison 1992, il termine l'année chez les Royals de Kansas City. Pour la saison 1993, il signe comme agent libre chez les Reds de Cincinnati et prend en 1994 le chemin de Detroit, où les Tigers l'engagent comme joueur autonome. Les Tigers le cèdent aux Royals en cours de saison 1995.
Juan Samuel signe comme agent libre avec les Blue Jays de Toronto, avec qui il s'aligne au cours des trois dernières saisons de sa carrière de joueur (1996 à 1998).
En 1 720 parties dans les ligues majeures, Juan Samuel a maintenu une moyenne au bâton de ,259. Il compte 1 578 coups sûrs : 287 doubles, 102 triples et 161 coups de circuit. Il a volé 396 buts, marqué 873 points, et en a produit 703. Il totalise aussi 1 442 retraits sur des prises.

## Carrière d'entraîneur
Après sa carrière de joueur, Juan Samuel est engagé au sein du personnel d'instructeurs des Tigers de Detroit, pour qui il est coach au premier but de 1999 à 2002. Six matchs après le début de la saison 2002, il devient instructeur de troisième but et y reste jusqu'en 2005. Après sept ans dans l'organisation des Tigers, il accepte le poste de manager du club-école de niveau AA des Mets de New York en 2006. Il dirige les Mets de Binghamton pendant une seule année, et est engagé en octobre 2006 comme instructeur au troisième but chez les Orioles de Baltimore.

### Orioles de Baltimore
Samuel est instructeur au troisième but des Orioles de la saison 2007 jusqu'en juin 2010. Il porte le 11 comme numéro d'uniforme.
Le 4 juin 2010, il obtient pour la première fois un poste de manager dans les ligues majeures alors qu'il succède à Dave Trembley à la barre des Orioles. Il hérite d'une équipe affichant le plus mauvais dossier de tout le baseball (15-39) et venant de perdre huit parties consécutives. À son premier match comme gérant des Orioles, le club encaisse une neuvième défaite de suite, essuyant une raclée de 11-0 aux mains des Red Sox de Boston.
Avec Samuel comme gérant, les Orioles ne remportent qu'une partie sur trois, soit 17 victoires en 41 matchs. Buck Showalter prend la relève comme manager le 3 août.

### Phillies de Philadelphie
En novembre 2010, Samuel rejoint son ancienne équipe, les Phillies de Philadelphie, avec qui il accepte pour la saison 2011 le poste d'instructeur au troisième but. En 2013, il passe au poste d'instructeur de premier but. Lorsque l'instructeur de troisième but Ryne Sandberg succède à Charlie Manuel comme gérant des Phillies le 16 août 2013, Samuel est déplacé du premier au troisième but. Pour 2014, les Phillies réintègrent Pete Mackanin, congédié quelques mois plus tôt, pour en faire leur instructeur de troisième but et Samuel reprend son ancien poste près du premier coussin.